# Microplitis croceipes
Microplitis croceipes är en stekelart som först beskrevs av Cresson 1872.  Microplitis croceipes ingår i släktet Microplitis och familjen bracksteklar. Inga underarter finns listade i Catalogue of Life.